# Сава Лозанић
Сава Лозанић (Меленци, 1882 — Цеље, 1952) био је српски индустријалац и добротвор.
Његова ливница „Меркур“ у Београду је направила многа црквена звона у Краљевини Југославији, укључујући и она у старој цркви у Јасеновцу (срушиле је усташе 1941), Дечанима, Милешеви итд.

## Биографија
Лозанић је рођен у насељу Меленци у Банату, као једино дете оца Драга и мајке Марије. Остао је сироче још у детињству. Егзистенција га је у младићком добу довела у Београд где је радио као мајстор у фабрикама.
Венчава се 1906. са Јеленом Рајковић, девојком из боље стојеће куће, са којом ће имати четири кћери: Цвета, Радмила (касније супруга сликара Косте Хакмана), Ружица и Милица. Током Првог светског рата цела породица је учествовала у одбрани земље.
Лозанић је имао надимак „Мајка Србија“ јер је, осим својих радника, материјално помагао сиромашне и болесне грађане, штићенике Дома слепих у Земуну, хорске певаче КУД „Абрашевић“, фудбалске играче БСК, уметнике, еснафске колеге-занатлије и друге.
Ливница „Меркур“ је уништена 6. априла 1941. у немачком бомбардовању Београда. После Другог светског рата Лозанићева имовина је национализована од стране нове власти. Такође је покушано да се Лозанић неправедно оптужи за ратно профитерство под окупацијом, али су радници „Меркура“ одбранили свог бившег газду од ове оптужбе, те је Лозанић поштеђен казне стрељањем или робијом.
Радио-телевизија Србије је 2017. снимила документарни филм Звона Саве Лозанића (2017), , у режији Драгана М. Ћирјанића, премијерно емитован на Божић, 7. јануара 2018.